# Амбарцумян Давід Григорович
Амбарцумян Давід Григорович (24 червня 1956 — 11 січня 1992) — радянський стрибун у воду.
Призер Олімпійських Ігор 1980 року, учасник 1972, 1976 років.
Чемпіон Європи з водних видів спорту 1981, 1983 років, призер 1977 року.